# Aleksandr Kiritsjenko
Aleksandr Kiritsjenko (Kiev, 13 augustus 1967) is een voormalig Oekraïens wielrenner.
Kiritsjenko werd tijdens de Olympische Zomerspelen 1988 de gouden medaille op de 1km tijdrit. In 1990 werd Kiritsjenko wereldkampioen op de 1 km.

## Resultaten
| Jaar | WK          | Olympische Zomerspelen |
| ---- | ----------- | ---------------------- |
| 1988 |             | 1km tijdrit            |
| 1989 | 1km tijdrit |                        |
| 1990 | 1km tijdrit |                        |
| 1992 |             | 12e 1km tijdrit        |
| 1996 |             | 18e 1km tijdrit        |

1896: Paul Masson ·
1928: Willy Falck Hansen ·
1932: Dunc Gray ·
1936: Arie van Vliet ·
1948: Jacques Dupont ·
1952: Russell Mockridge ·
1956: Leandro Faggin ·
1960: Sante Gaiardoni ·
1964: Patrick Sercu ·
1968: Pierre Trentin ·
1972: Niels Fredborg ·
1976: Klaus-Jürgen Grünke ·
1980: Lothar Thoms ·
1984: Fredy Schmidtke ·
1988: Aleksandr Kiritsjenko ·
1992: José Manuel Moreno Periñan ·
1996: Florian Rousseau ·
2000: Jason Queally ·
2004: Chris Hoy